# إيتشيرو ماتسوي
إيتشيرو ماتسوي (باليابانية: 松井 一郎 ) (و. 1964  م) هو سياسي ياباني، ولد في ياو، أوساكا.

## مناصب
تولى منصب Governor of Osaka Prefecture ‏ (منذ 28 نوفمبر 2011)..

## التعليم
تعلم في Fukuoka Institute of Technology ‏.